# بيترا باو

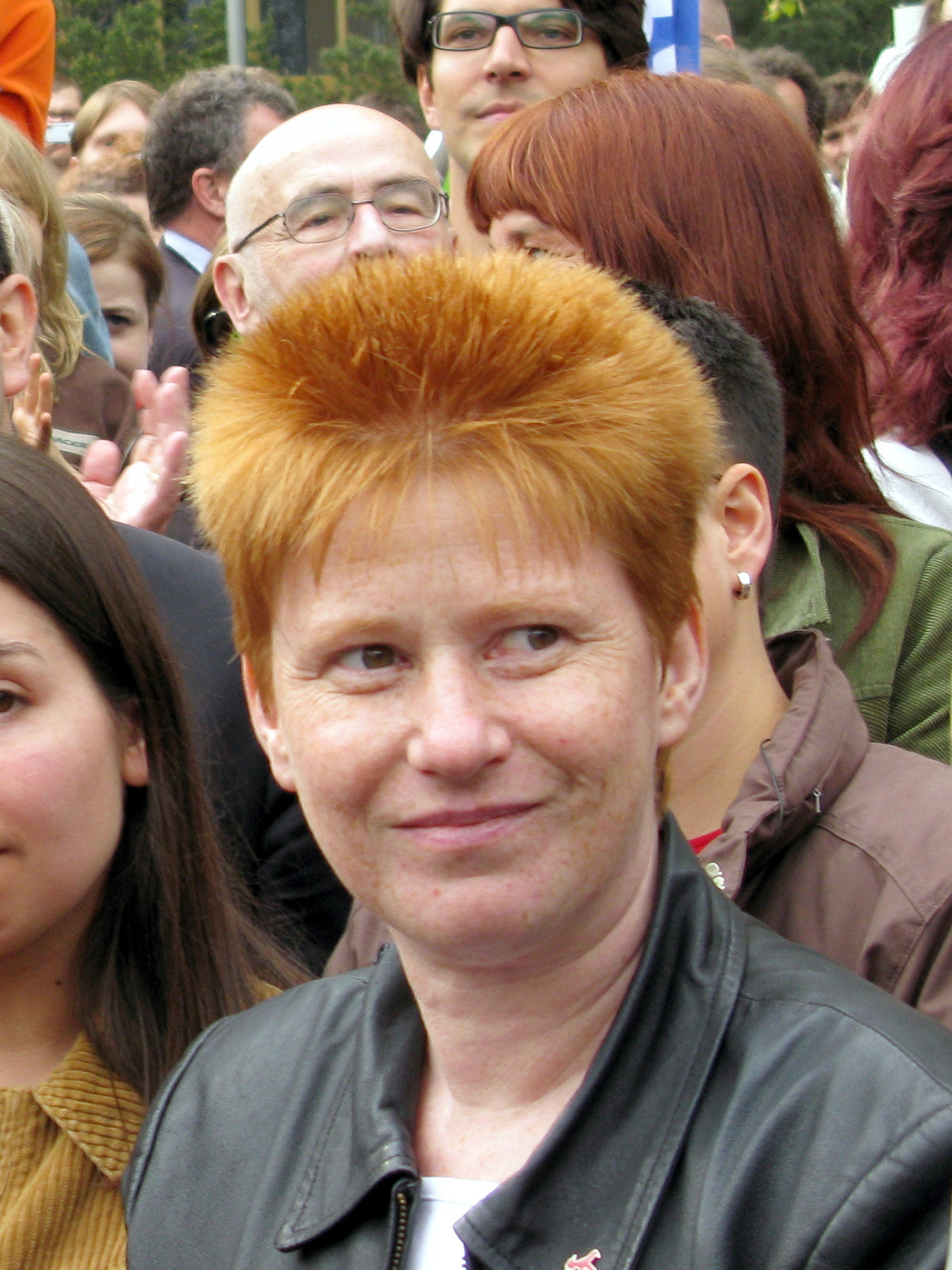
بيترا بو

بيترا بو (بالألمانية: Petra Pau) (مواليد 9 أغسطس 1963) عضو عن حزب اليسار الألماني في البرلمان الألماني البوندستاغ. انتخبت لأول مرة في العام 1998، وبين عامي 2002 و2005 كانت واحدة من ممثلين اثنين فقط تم انتخابهما مباشرة عن منطقة مارسن-هلرسدورف، وهي منطقة تقطنها أغلبية من الطبقة العاملة شرق برلين.
وهي نائبة رئيس الحزب في البوندستاغ، وهي من الأعضاء ذوي التوجة الإصلاحي في الحزب.
كانت في السابق رئيسة حركة الطلائع في ألمانيا الشرقية، كما كانت معلمة فنون.

## وصلات خارجية
- بيترا باو على موقع IMDb (الإنجليزية)
- بيترا باو على موقع مونزينجر (الألمانية)
- بيترا باو على موقع قاعدة بيانات الفيلم (الإنجليزية)

- Petrapau.de (بالألمانية)